# August Reinhardt

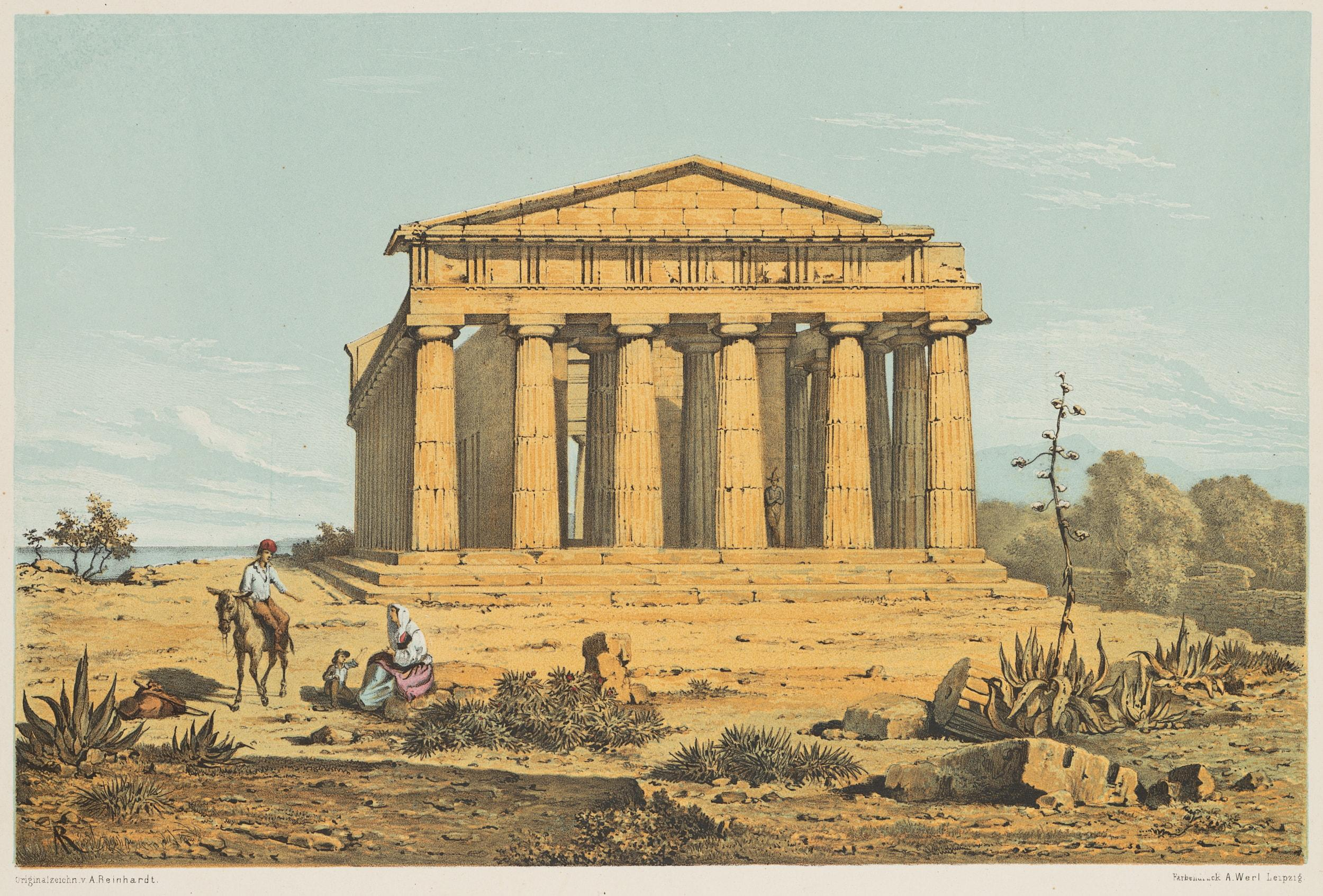
Tempel der Concordia in Agrigent, Farblithographie von August Reinhardt 1855

August Reinhardt (geb. 20. März 1831 in Leipzig; gest. 16. Mai 1915 in Blasewitz) war ein deutscher Maler und Illustrator.

## Leben
Reinhardt war jüngster Sohn des Kupferstechers und Bilderhändlers Carl Christ. Reinhardt. Das Leipziger Adressbuch von 1831, S. 227. verzeichnet einen Zeichenlehrer namens Carl Christ. Reinhardt in der Fleischergasse, sein ältester Bruder war der Maler und Schriftsteller Carl August Reinhardt. Reinhardt war Schüler von Michael Neher und Gustav Jäger an der Leipziger Kunstakademie und dann von Friedrich Preller dem Älteren an der Fürstliche freie Zeichenschule Weimar in der Landschaftsmalerei. Reinhardt ist bekannt für seine Gemälde von antiken Bauwerken. Das kam von seinem Aufenthalt in Rom 1852–1854 her. Auch seine Rügenaufenthalte schlugen sich in seiner Motivwahl nieder. Reinhardt war tätig in Wien, Leipzig und Dresden. Von 1893 bis 1911 Zeichenlehrer am Kadettenkorps in Dresden.